# Боски (Болоња)
Боски (итал. Boschi) је насеље у Италији у округу Болоња, региону Емилија-Ромања.
Према процени из 2011. у насељу је живело 522 становника. Насеље се налази на надморској висини од 9 м.